# Siganus puelloides
Siganus puelloides là một loài cá biển thuộc chi Cá dìa trong họ Cá dìa. Loài cá này được mô tả lần đầu tiên vào năm 1979.

## Từ nguyên
Hậu tố -oides trong danh pháp của S. puelloides có nghĩa là "tương đồng", ám chỉ sự giống nhau về hình dáng lẫn màu sắc giữa S. puelloides với loài họ hàng là Siganus puellus.

## Phạm vi phân bố và môi trường sống
S. puelloides có phạm vi phân bố tương đối rộng rãi ở Ấn Độ Dương. Loài cá này được tìm thấy ở ngoài khơi Seychelles, Maldives, quần đảo Andaman và phía bắc đảo Sumatra (Indonesia), từ bờ biển Myanmar đến Thái Lan (dọc theo bán đảo Mã Lai).
S. puelloides sống gần các rạn san hô ở độ sâu khoảng 20 m trở lại.

## Mô tả
Chiều dài cơ thể tối đa được ghi nhận ở S. puelloides là 31 cm. Cơ thể có màu vàng, nhạt dần sang màu trắng bạc ở bụng. Thân có những đốm màu xanh lam. Dưới cằm có một dải màu nâu sẫm, kéo dài sang hai bên góc hàm. Môi có màu vàng. Một mảng màu nâu sẫm nằm theo đường chéo, lan rộng xung quanh mắt, chứa các đốm đen nhỏ ở bên trên và bên dưới mắt. Vây bụng màu bạc; tia và gai của các vây còn lại có màu vàng cam. Mống mắt hơi ánh màu xanh lam.
Số gai ở vây lưng: 13; Số tia vây ở vây lưng: 10; Số gai ở vây hậu môn: 7; Số tia vây ở vây hậu môn: 9.

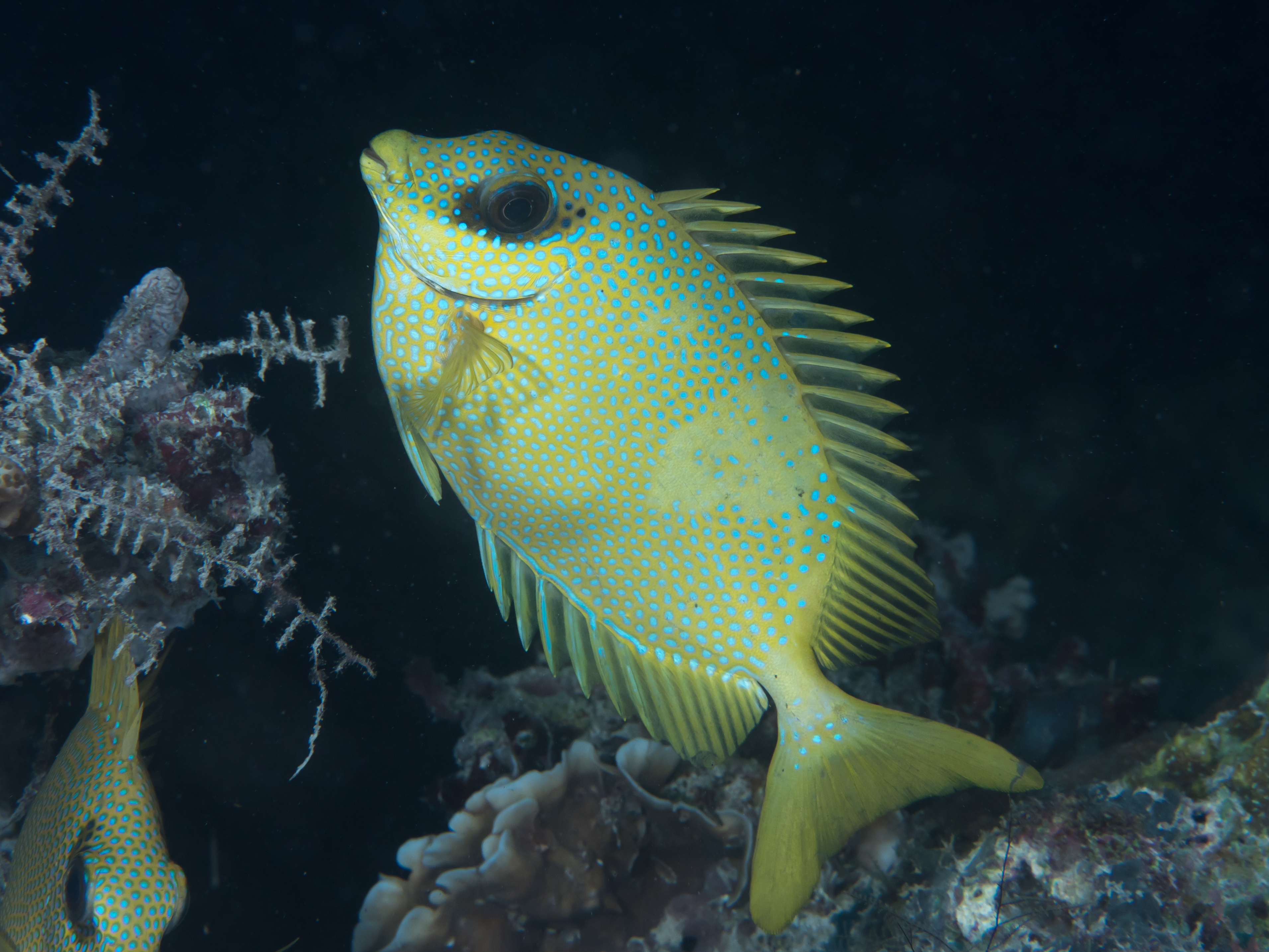
S. puelloides với các vây gai dựng đứng

## Sinh thái học
S. puelloides có thể sống thành đàn hoặc đơn độc; cá trưởng thành thường bắt cặp với nhau. Thức ăn của chúng là các loại tảo đáy, bọt biển và hải tiêu.